# Hymenochaete adusta
Hymenochaete adusta är en svampart som först beskrevs av Joseph-Henri Léveillé, och fick sitt nu gällande namn av Har. & Pat. 1903. Hymenochaete adusta ingår i släktet Hymenochaete och familjen Hymenochaetaceae.   Inga underarter finns listade i Catalogue of Life.